# Jack Hinshelwood
Jack Luca Hinshelwood (* 11. April 2005) ist ein englischer Fußballspieler, der für Brighton & Hove Albion in der Premier League spielt.

## Karriere
Hinshelwood begann seine Karriere bei Brighton & Hove Albion. Sein erstes Premier-League-Spiel absolvierte er am 28. März 2023 gegen Aston Villa.

## Titel
- U21-Europameister: 2025